# Sektion 1–2
Sektion 1–2 ist das Debütalbum des Trios Neuköllner Modelle, bestehend aus Joel Grip, Bertrand Denzler und Sven-Åke Johansson. Die 2015 live im Veranstaltungsort sowieso, Berlin entstandenen Aufnahmen erschienen am 27. September 2016 auf Umlaut Records.

## Hintergrund
Der Bassist Joel Grip, der Saxophonist Bertrand Denzler und der Schlagzeuger Sven-Åke Johansson, zum Zeitpunkt der Aufnahmen Anfang 30, Anfang 50 bzw. Anfang 70 Jahre alt, fanden sich in den stark verflochtenen Szenen der Jazz- und Improvisationsmusik zwischen Paris und Berlin. In den Liner Notes hieß es:
„Entstanden durch die Hinterfragung von Methoden, kombinieren die Neuköllner Modelle bipolare Verfahren und schaffen etwas, das man mit einer retardierenden Ballade des beharrlichen Up-Tempo-Gemurmels vergleichen könnte, das sich in der heutigen Hintergrundwelt beschleunigt.“
Sektion 1-2 ist der erste Teil einer siebenteiligen Serie von Live-Mitschnitten des Trios aus dem Jahr 2015; auf diese LP-Veröffentlichung Sektion 1-2 folgte Ende 2016 die Doppel-CD Sektion 3-7, auf der das Trio Neuköllner Modelle um den Pianisten Alexander von Schlippenbach erweitert wurde. 2019 erschien das bislang letzte Album des Trios, Zyklus 1.

## Titelliste
- Neuköllner Modelle: Sektion 1–2 (Umlaut Records UMLP03)[1]

1. Sektion 1 31:11
2. Sektion 2 21:16

Die Kompositionen stammen von Bertrand Denzler, Joel Grip und Sven-Åke Johansson.

## Rezeption

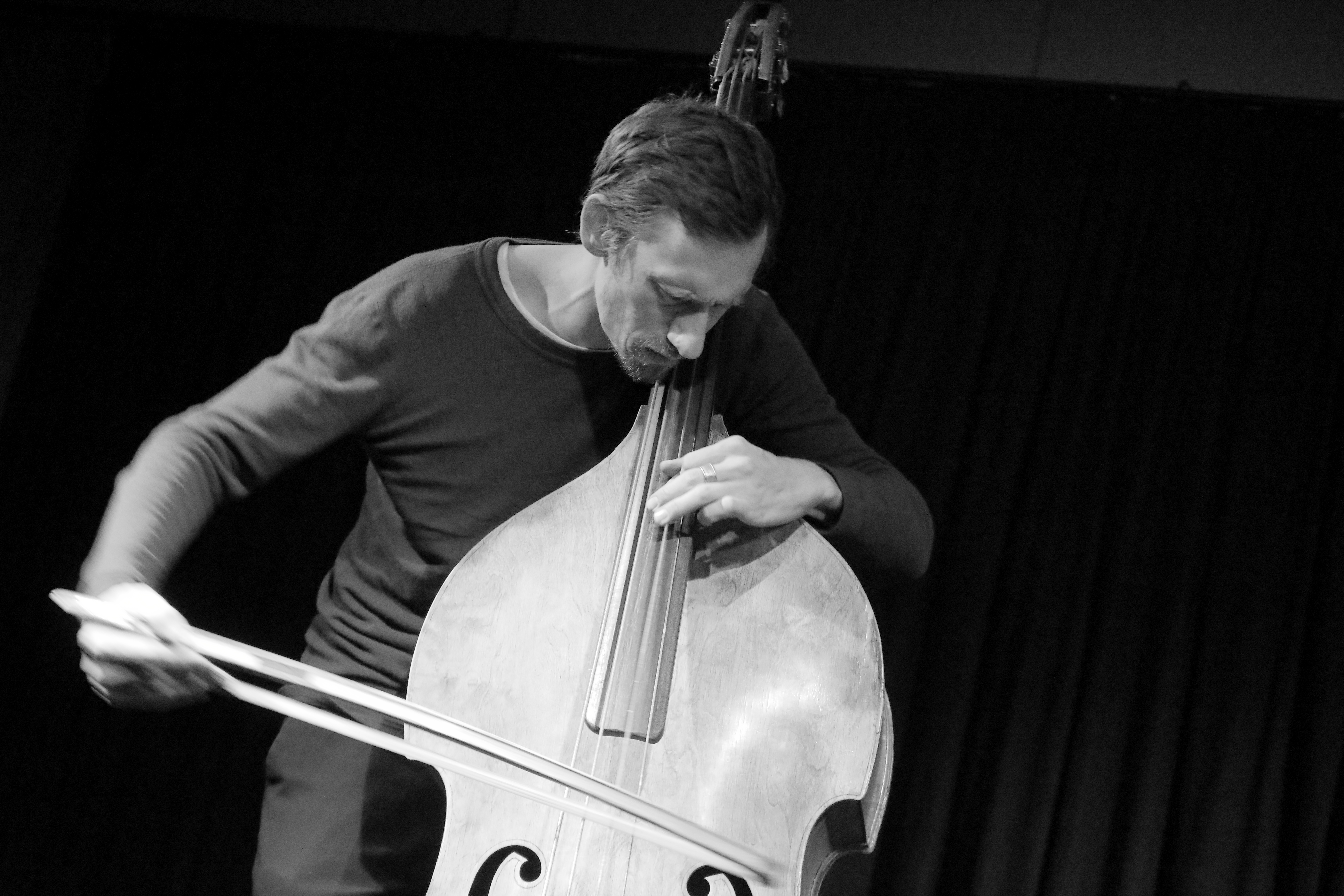
Joel Grip im Club W71, Weikersheim, um 2020

Nach Ansicht von Mark Corroto, der das Album in All About Jazz rezensierte, ist der beste Free Jazz, der auf höchstem Niveau gespielt wird, tatsächlich recht melodisch. Nicht, dass sich die Musiker auf Riffs, Lick oder traditionelle Themen verlassen würden; es sei einfach so, dass die Musik, wie ein abstrakt-expressionistisches Gemälde, zu einem Ganzen zusammenfließe. Ein typisches Beispiel sei das Trio Neuköllner Modelle. Die beiden Seiten ihrer LP würden je nach Orientierung entweder zusammengesetzt oder dekonstruiert klingen, wobei sie sich selbst als zwei scheinbar unterschiedliche Strategien beschreiben: „Konstruktiver Free Jazz“ oder „Nicht-Expressiver Free Jazz“, mit etwas Glück beides. Die Paarung von Denzler, einem Musiker mit einem scharfsinnigen Ansatz für minimalistisches Saxophon mit Grip, einem Musiker, der viele unterschiedliche europäische Improvisationsformen miteinander verbinde, und Johansson, dem „Schweizer Taschenmesser“ unter den Schlagzeugern, ergebe eine geniale Mischung von Musikern.